# Maksim Kovtun
Maksim Pavlovich Kovtun (en russe : Максим Павлович Ковтун, Maksim Pavlovitch Kovtoune), né le 18 juin 1995 à Iekaterinbourg, est un patineur russe.

## Biographie

### Carrière sportive
En 2013, il termine cinquième des Championnats d'Europe puis dix-septième des Championnats du monde. L'hiver suivant, il fait ses débuts en Grand Prix chez les seniors, terminant deuxième à la Coupe de Chine (derrière Han Yan) et à la Coupe de Russie. Ces résultats lui permettent de disputer la Finale du Grand Prix dont il prend la cinquième place finale. Ensuite, il devient pour la première fois champion de Russie devant Evgeni Plushenko, ce qui fait poser la question de la sélection russe pour les Jeux olympiques de Sotchi. Finalement non choisi pour les Jeux, il se rabat sur les Championnats du monde pour finir quatrième. En 2015, il remporte la médaille d'argent aux Championnats d'Europe disputés à Stockholm.

## Palmarès
| Compétition                        | 2011    | 2012    | 2013    | 2014    | 2015    | 2016    | 2017    | 2018    | 2019    |  |  |  |  |  |
| Jeux olympiques d'hiver            |         |         |         |         |         |         |         |         |         |  |  |  |  |  |
| Championnats du monde              |         |         | 17e     | 4e      | 7e      | 18e     | 11e     |         | F       |  |  |  |  |  |
| Championnats d’Europe              |         |         | 5e      | 5e      | 2e      | 3e      | 2e      |         | 14e     |  |  |  |  |  |
| Championnats de Russie             | 11e     | 12e     | 5e      | 1er     | 1er     | 1er     | 3e      | F       | 1er     |  |  |  |  |  |
|                                    |         |         |         |         |         |         |         |         |         |  |  |  |  |  |
| Grand Prix ISU                     | 2010/11 | 2011/12 | 2012/13 | 2013/14 | 2014/15 | 2015/16 | 2016/17 | 2017/18 | 2018/19 |  |  |  |  |  |
| Finale du Grand Prix               |         |         |         | 5e      | 4e      |         |         |         |         |  |  |  |  |  |
| Skate America                      |         |         |         |         |         |         | 7e      | A       |         |  |  |  |  |  |
| Skate Canada                       |         |         |         |         |         |         |         | F       |         |  |  |  |  |  |
| Coupe de Chine                     |         |         |         | 2e      | 1er     |         | 7e      |         |         |  |  |  |  |  |
| Trophée de France                  |         |         |         |         | 1er     | 2e      |         |         |         |  |  |  |  |  |
| Coupe de Russie                    |         |         |         | 2e      |         |         |         |         |         |  |  |  |  |  |
| Trophée NHK                        |         |         |         |         |         | 10e     |         |         |         |  |  |  |  |  |
| Légende : F= Forfait ; A = Abandon |         |         |         |         |         |         |         |         |         |  |  |  |  |  |